# 武田徳三郎

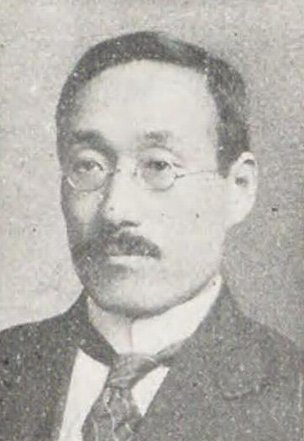
武田徳三郎

武田 徳三郎（たけだ とくさぶろう、明治5年2月10日（1872年3月18日） - 昭和25年（1950年）5月23日）は日本の政治家、新聞記者。衆議院議員（6期、立憲政友会）

## 略歴
1872年（明治5年）2月、新潟県東頸城郡大島村（現在の上越市）に生まれる。和仏法律学校（現在の法政大学）を卒業し、福岡日日新聞記者となる、その後、日露戦争に従軍し、日本新聞記者を経て、高岡日報社を創立し、その主幹となる。また、関川電力・高岡ステンレス各取締役、頸城鉄道・中央電気各監査役などを歴任する。
1920年（大正9年）、第14回衆議院議員総選挙に出馬し、当選（以後6期当選）。山本悌二郎農林大臣の秘書官を務めた。1942年（昭和17年）の第21回衆議院議員総選挙では大政翼賛会の推薦を受けたが落選した。
戦後、公職追放となる。1950年（昭和25年）死去。翌1951年（昭和26年）追放解除。